# Allactaga hotsoni
Espèce
Statut de conservation UICN

 LC  : Préoccupation mineure
Allactaga hotsoni est une espèce de la famille des Dipodidés. Cette gerboise se rencontre en Afghanistan, Iran et Pakistan et n'est pas considérée comme étant en danger par l'Union internationale pour la conservation de la nature (UICN).